# أوسركاف
أَوْسَرْكاف (المعروف في اليونانية القديمة باسم Οὐσερχέρης ،Usercherês) كان أحد فَراعنة مِصر القديمة ومُؤسِّس الأسرة الخامسة. حَكم لمدة سَبع إلى ثماني سَنوات في أَوائل القرنِ الخامسِ والعشرينَ قبل الميلاد خلال عهد المملكة القديمة، وربما كان ينحدر من أحد فروع العائلة المالكة من الأسرة الرابعة. على الرغم من أنَّ اسم أبويه غير مؤكد؛ إلا أنه مِن المُرجَّح أنْ يكون ابنُ الملكة خنت كاوس. كان لديه ابنة واحدة على الأقل وربما ابن اسمه ساحو رع من قَرينته نفر حتبس وخَلَفَه هذا الابن في الحُكم.
شهدت فترة حكمه ظهور عبادة الإله رع، الذي أصبح فعليًا إله الدولة في مِصر خلال عَصر الأسرة الخامسة. ربما كان أوسركاف أحد كبار كهنة رع قبل صُعوده العرش حيث بنى معبدًا للشمس يُعرف باسم معبد نخن رع يقع اليوم بين قريتي أبو صير وأبو غراب في مصر. وبذلك، أرسى تقليدًا سار عليه خلفاؤُه من بعده وعلى مدى 80 عامًا. بُني معبد نخن رع ليكون معبداً جنائزياً لعبادة الشمس عند الغروب. حيث كانت الطُقوس التي تُقام في المعبد معنية في المقام الأول بوظيفة رع كخالق ودوره كأب للملك الفرعوني. وبالنظر إلى تقليص حجم المعبد الجنائزي الملكي، فإن هذا يشير إلى وجود فصل ملموس بين وظيفة إله الشمس والملك أكثر مما كان عليه في السلالات السابقة. بعد وفاة أوسركاف، أُعيد بناء معبده على أربع مراحل ووُضعت فيه مِسلة كبيرة.
بَنى أوسركاف هرمًا في سقارة قريبًا من هرم زوسر، وهو الموقع الذي أَجبر المعماريين آنذاك على بناء المعبد الجنائزي المرتبط بالهرم في وضع غير عادي في مكان ما جنوب الهرم. كان هذا الهرم أصغر بكثير من الأهرامات التي بُنيت في عهد الأسرة الرابعة، بينما كان المعبد الجنائزي مزخرفًا ببذخ وعلى نطاق واسع بنقوشٍ بارزة مرسومة. وبالإضافة إلى هرمه ومعبده، بنى أوسركاف هرمًا أصغر قريبًا من هرمه لإحدى ملكاته والتي على الأرجح الملكة نفر حتبس. وعلى الرغم من أنَّ أوسركاف تم تقديسه في طقوس جنائزية بعد وفاته مثل ملوك الأسرة الخامسة الآخرين، إلا أنه لم يكن مهمًا نسبيًا، وتم التخلي عن عبادته وتقديسه بعد نهاية عصر الأسرة الخامسة.
لا يُعرف سوى القليل عن أنشطته عدا عن بناءه للهرم ومعبد الشمس. تُسجِّل السجلات الملكية للمملكة القديمة أنه قام بتقديم قرابين من البيرة والخبز والأراضي لآلهة مختلفة، بعض هذه القرابين يتوافق مع مشاريع بناء قام بها أشخاص بالنيابة عن أوسركاف بما في ذلك معبد الإله منتو في الطود حيث عُثر هناك على أول إثبات تاريخي لوجوده. أما خارج حدود مصر، فيُعتقد أنه قام بحملة عسكرية إلى كنعان أو الصحراء الشرقية، ويبدو أن التواصل التجاري مع حضارة إيجية كان نشطًا في ذلك الوقت.

## العائلة

### الوالدان والزوجة
هوية والد ووالدة أوسركاف غير مؤكدة وغامضة، لكنه بلا شك كان له صلات عائلية بحكام الأسرة الرابعة السابقة. يقترح عالم المصريات ميروسلاف فيرنر [الإنجليزية] أنه كان ابن منقرع من إحدى ملكاته، وربما كان أخًا شقيقًا لسلفه وآخر ملوك الأسرة الرابعة شبسس كاف.

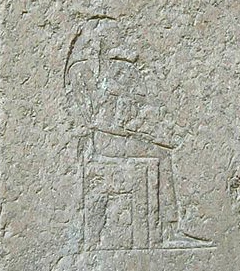
نقش لخنت كاوس الأولى عثر عليه على قبرها

اقترح كل من نيكولاس جريمال وبيتر كلايتون [الإنجليزية] ومايكل رايس أن أوسركاف كان ابن الملكة نفر حتبس، التي اعتبرها بعض علماء المصريات ابنة الملك دجيدف رع والملكة حتب حرس الثانية. بناءً على هذه الفرضية فإن زوج نفر حتبس يصبح من الصعب معرفته، لكن نيكولاس جريمال يعتقد أن زوجها ربما يكون (كاهن رع، سيد ساخبو) المذكور في بردية ويستكار. يقترح العالمان أيدان دودسون وديان هيلتون أن الملكة نفر حتبس دفنت في هرم مجاور للهرم الذي دُفن فيه أوسركاف، إذ يُعتقد أن هذا الهرم يعود لإمرأة تحمل نفس الاسم.
ومع ذلك، فإن موقع الهرم الذي ينسب إلى نفر حتبس يشير بقوة إلى أنها ربما كانت زوجة أوسركاف بدلاً من أُمه. ولو كانت هذه الفرضية صحيحة فإن نفر حتبس في هذه الحالة تكون والدة ساحو رع الذي خلف أوسركاف في الحكم. عُثر على نقش يظهر فيه الملك ساحو رع بجانب زوجته الملكة ووالدته التي تم التعرف عليها على أنها نفر حتبس، مما يؤكد مرة أخرى أنها على الأرجح زوجة أوسركاف. يؤيد العالم يارومير مالك ما توصل إليه نيكولاس جريمال سابقًا من أن نفر حتبس هي ابنة الملك دجيدف رع والملكة حتب حرس الثانية. وعلى اعتبار صحة هذه الفرضية فقد أيد عالم المصريات الأمريكي مارك لينر فكرة أن والدة أوسركاف ربما تكون خنت كاوس، وهي نفس الفكرة التي أيدها العالم أرييل كوزلوف.
بينما جادل أيدان دودسون وديان هيلتون بأن نفر حتبس لم تُمنح لقب زوجة الملك في الوثائق اللاحقة المتعلقة بعبادة الجنائز، ولاحظا عدم وجود سبب مقنع لهذا الأمر، كما اقترحا أن زوجة (قرينة) أوسركاف ربما كانت خنت كاوس الأولى، وهي الفرضية التي أيدها المؤرخ المصري سليم حسن. يتفق العلماء كلايتون وروزالي وأنتوني ديفيد على أن خنت كاوس الأولى كانت ابنة الملك منقرع. جادل العالم برنهارد جردسيلوف بأن أوسركاف باعتباره سليلًا للفرعون دجيدف رع ربما تزوج امرأة من السلالة الملكية الرئيسية - خط خفرع ومنقرع - فأصبح بإمكانه توحيد فصيلين متنافسين داخل العائلة المالكة وإنهاء صراعات الأسرة الحاكمة المحتملة. بدلاً من ذلك، من الممكن أن يكون أوسركاف هو رئيس كهنة رع قبل اعتلاءه العرش، مما يمنحه تأثيرًا كافيًا للزواج من أرملة شبسس كاف والتي يُعتقد أنها خنت كاوس الأولى.

### الأبناء
يعتقد العديد من علماء المصريات أن ساحو رع كان ابن أوسركاف وليس شقيقه كما ذُكر في بردية ويستكار. ومما يؤكد ذلك هو العثور على نقش يظهر فيه ساحو رع ووالدته نفر حتبس، وهو الاسم الذي يظهر على هرم بني بجوار هرم أوسركاف. هناك حجة إضافية تدعم أن ساحو رع هو ابن أوسركاف وهو موقع هرمه على مقربة من معبد الشمس الذي بناه أوسركاف. لم يتم التعرف على أي طفل آخر لأوسركاف باستثناء ابنة تدعى خامات، ذُكرت في النقوش المكتشفة في مصطبة رئيس الكهنة بتاحشبس.

## فترة الحكم

### المدة

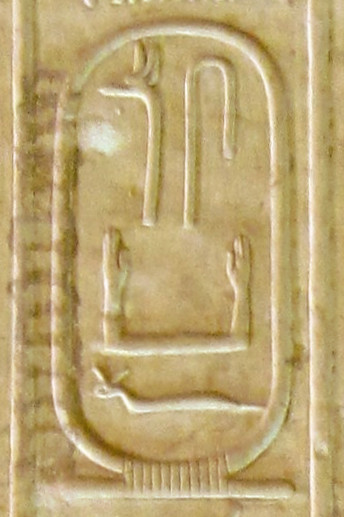
خرطوش الملك أوسركاف على قائمة ملوك أبيدوس

لا يُعرف على وجه الدقة مدة حكم الملك أوسركاف. بالنظر إلى الأدلة التاريخية والأثرية التي عُثر عليها فإن الإجماع بين علماء المصريات هو أنه حكم لمدة سبع إلى ثماني سنوات في بداية الأسرة الخامسة في مصر. إذ يُظهر الدليل الأول وهو تحليل تقريبي للسجلات الملكية للمملكة القديمة أن عهد أوسركاف سًجِّل في ثمانية أقسام تقابل ما لا يقل عن سبع سنوات كاملة ولكن ليس أكثر من ذلك بكثير. آخر سنة مقروءة مسجلة في سجلات أوسركاف هي السنة التي تقابل ثالث إحصاء للماشية، وهو الإحصاء الذي كان معمولاً به في مصر القديمة لتقدير مقدار الضرائب التي ستُفرض على السكان. يُعتقد أن هذا الحدث الهام كان يتم كل سنتين خلال فترة المملكة القديمة، مما يعني أن الإحصاء الثالث للماشية يمثل السنة السادسة من حكمه. تم التوصل لنفس النتيحة أيضا عندما عُثر على نقش وُجد على حجر من معبد الشمس الذي بناه أوسركاف. أما الدليل الثاني فهو في بردية تورينو (وهي وثيقة كُتبت في عهد رمسيس الثاني) إذ تُظهر في العمود الثالث الصف 17 أن أوسركاف قد حكم لفترة مدتها سبع سنوات. أما الدليل الثالث فهو العثور على عدد قليل جدًا من القطع الأثرية الصغيرة التي تحمل اسم أوسركاف وهي تشهد على فترة حكمه القصيرة وتشمل هذه الآثار جرة مصنوعة من الديوريت مطلية بالذهب، وقطعة من الحجر وزنها 5 ديبن  (وحدة مصرية قديمة لقياس الوزن) وختم أسطواني حجري عُثر عليه في إلفنتين، وكلها اليوم معروضة في متحف المتروبوليتان للفنون، بالإضافة إلى ختم أسطواني عاجي محفوظ في المتحف البريطاني  وختم آخر في متحف بولاق.
المصدر التاريخي الوحيد الذي يذكر أن أوسركاف قد حكم لفترة طويلة هو كتاب (تاريخ مصر) الذي كُتب في القرن الثالث قبل الميلاد في عهد بطليموس الثاني (283-246 قبل الميلاد) بواسطة المؤرخ مانيتون. لم تصل إلينا أي نسخة محفوظة من هذا الكتاب الذي تعرض للتلف والضياع وهو معروف اليوم فقط من خلال كتابات بعض المؤرخين اللاحقين مثل يوليوس أفريكانوس ويوسابيوس القيصري. وقد نقل الباحث البيزنطي جورج سينسيلوس عن يوليوس أفريكانوس أنه قال أن كتاب (تاريخ مصر) يُذكر فيه حكام الأسرة الخامسة بالترتيب التالي: أوسركاف {\displaystyle \leftarrow } ساحو رع {\displaystyle \leftarrow } نفر إر كارع كاكاي. على وجه الخصوص، يتفق ترتيب الملوك الذي ذكره المُؤرخ مانيتون عن ملوك الأسرة الخامسة مع ما ورد في قائمة ملوك أبيدوس ولوح سقارة، وهما قائمتان للملوك كُتبتا خلال عهدي سيتي الأول ورمسيس الثاني على التوالي. على النقيض من بردية تورين، يقدر يوليوس أفريكانوس أن أوسركاف حكم لمدة 28 عامًا  وهي مدة أطول بكثير من الإجماع الحديث للمؤرخين.

### مؤسس الأسرة الخامسة

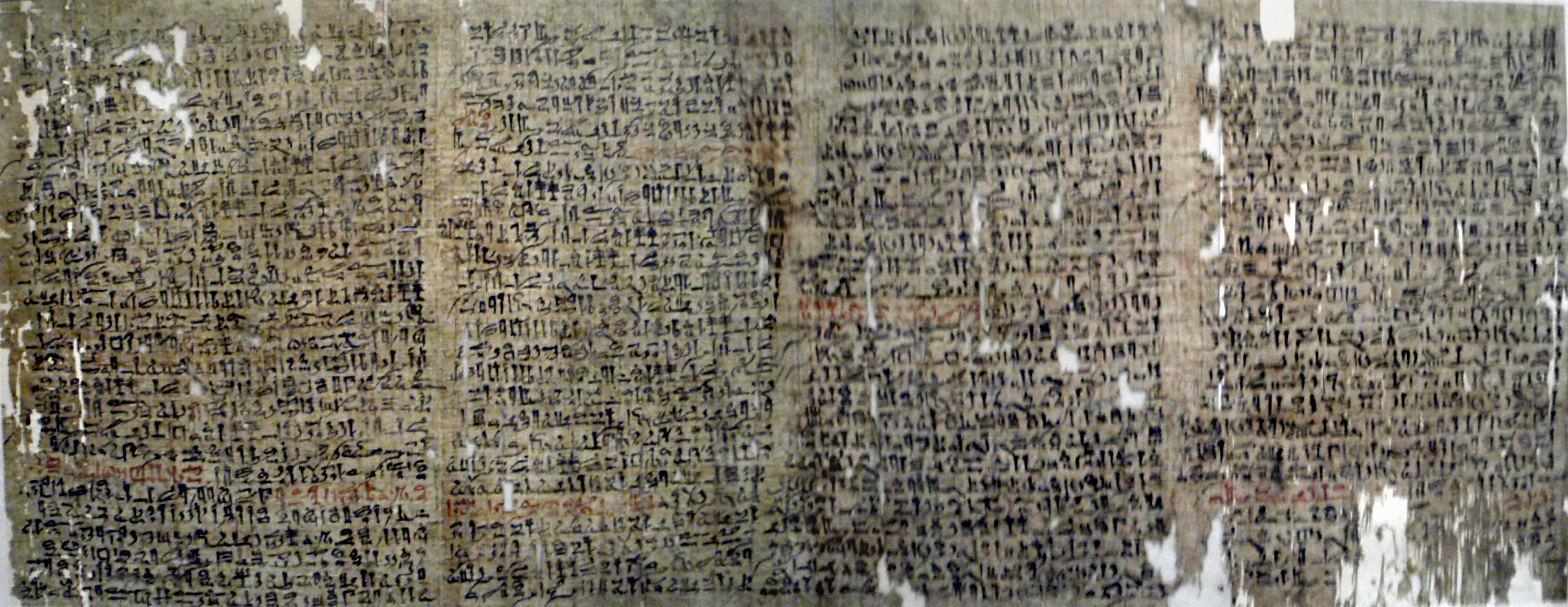
بردية ويستكار المعروضة في متحف برلين المصري التي يعود تاريخها إلى عصر الأسرة السابعة عشر ، ولكن من المحتمل أن تكون قد كتبت لأول مرة خلال عصر الأسرة الثانية عشرة.

يُعتبر المؤرخ مانيتون هو أول من قسَّم الملوك المصريين القدماء إلى سلالات (عائلات) وذلك في كتابه المفقود (تاريخ مصر)، كان الهدف من هذا التقسيم هو أن يكون قريبا أكثر ما يمكن إلى قائمة الحكام اليونانيين لمصر في العهد البطلمي. مع ذلك فإن التنبأ بانتهاء حكم الأسرة الرابعة وبداية حكم الأسرة الخامسة ربما لاحظه المصريون القدماء الذين قاموا بتوثيقه كرواية عَثَر عليها الباحثون في بردية ويستكار. في هذه الرواية، تنبأ الملك خوفو وهو من ملوك الأسرة الرابعة بزوال سلالته وصعود سلالة جديدة من خلال تولي ثلاثة إخوة أبناء رع عرش مصر. يعود تاريخ هذه القصة إلى الأسرة السابعة عشرة أو ربما الأسرة الثانية عشرة.
إلى جانب هذه الأدلة التاريخية، يبدو أن الانقسام بين الأسرة الرابعة والخامسة يعكس التغييرات الفعلية التي حدثت في ذلك الوقت لا سيما في الديانة المصرية وفي دور الملك. إن تفضيل رع على بقية الآلهة المصرية وتقديسه وعبادته بشكل أكثر عن غيره جعله يبدو وكأنه إله المملكة أو الأسرة، وهي الطقوس التي لم يكن موجودة خلال فترة حكم الأسرة الرابعة التي كانت تركز بشكل أكبر على طقوس الدفن الملكية.
لا تعرف وظيفة أوسركاف قبل صعوده إلى العرش. يذكر المؤرخ جريمال أن أوسركاف ربما كان كاهنًا كبيرًا للإله رع في مدينة هليوبوليس أو ساخبو وهما مركز عبادة رع المذكور في بردية ويستكار. اقترح عالم المصريات فليندرز بيتري فرضية وجود علاقة بين أصول الأسرة الخامسة ومدينة ساخبو، حيث أشار إلى أن اسم المدينة في الكتابة الهيروغليفية المصرية يشبه اسم مدينة إلفنتين، وهي المدينة التي اعتبرها مانيتون مهد الأسرة الخامسة وبداية ظهورها فيها. وفقًا للعالم لبيتري، فإن افتراض أن بردية ويستكار قد وثَّقت تقليدًا يذكر أصول الأسرة الخامسة من الممكن أن يفسر تقسيم القوائم (العائلات) التي وضعها مانيتون، خاصة بالنظر إلى أنه لا توجد علاقة معينة بين إلفنتين والفراعنة من الأسرة الخامسة.

### نشاطاته في مصر

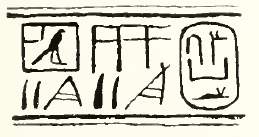
ختم اسطواني لأوسركاف كتب عليه "أوسركاف محبوب الآلهة ومحبوب حتحور".

لا يُعرف سوى القليل عن أوسركاف عدا عن إنشاءه لمعبده الجنائزي ومعبد الشمس. يقول العالم يارومير مالك إن فترة حكمه القصيرة قد تشير إلى أنه كان كبيرًا في السن عندما أصبح فرعونًا. بينما يرى العالم ميروسلاف فيرنر أن عهد أوسركاف مهم لأنه يمثل ذُروة عبادة الشمس وفيه أصبح اللقب الفرعوني «ابن رع» يستخدم بشكل منتظم منذ فترة حكمه فصاعدًا.
في صعيد مصر، قام أوسركاف إما ببناء أو توسيع معبد الإله منتو في الطود حيث عُثر هناك على أول دليل يثبت وجود أوسركاف. وبسبب التعديلات التي أُجريت على المعبد ولا سيما خلال أوائل عصر المملكة الوسطى والمملكة الحديثة والبطلمية، لم يبق سوى القليل من معبد أوسركاف الأصلي. كانت هناك كنيسة صغيرة من الطوب الطيني تضم عمودًا من الجرانيت نُقش عليه اسم الملك.
يمكن الاستدلال على المزيد من الأنشطة التي قام بها أوسركاف من سجلات الدولة القديمة، والتي كُتبت خلال عهد الملك نفر إر كارع كاكاي أو عهد الملك ني أوسر رع الذان سجلا أن أوسركاف قدم عطايا لآلهة هليوبوليس في العامين الثاني والسادس من حكمه وكذلك لآلهة بوتو في عامه السادس. أيضا تذكر السجلات وجود قطعة أرض تم التبرع بها لحورس خلال السنة السادسة من حكم أوسركاف، وهذه المرة يُذكر صراحةً «بناء معبد [حورس]».
ومن بين الآلهة الأخرى التي كرمها أوسركاف كان الإله رع والإله حتحور، وكلاهما تلقيا عطايا على شكل أراضٍ وُثِّقت في السجلات ، بالإضافة إلى نخبيت «آلهة القصر الإلهي في صعيد مصر» ووادجيت «آلهة مقاطعة دجيباتي» الذين تلقوا الخبز والبيرة والأرض كنوع من العطايا أيضاً. يشير جزء من النص في السجلات إلى أن الإله مين ربما يكون قد حصل أيضًا على عطايا من أوسركاف. عُثر على المزيد من الأدلة على هذه الأنشطة الدينية التي كانت تجري في ذلك الوقت في مرسوم ملكي في مصطبة المسؤول الإداري نيكا عنخ المدفون في طهنا الجبل في مصر الوسطى. كان أوسركاف كما ذُكر في هذا المرسوم يقوم بتقديم العطايا أو إصلاح المعابد من أجل المحافظة على عبادة الإله حتحور، كما قام أيضاً بتنصيب «نيكانخ» كاهناً لهذه العبادة.
نتج عن أعمال التنقيب في المعبد الهرمي لأمنمحات الأول في قرية اللشت العثور على قطعة حجرية مزينة بنقش يحمل لقب أوسركاف. أعيد استخدام هذه القطعة كمواد بناء. يذكر النقش رحلة الملك إلى معبد باستيت في سفينة تسمى «الذي يتحكم في الرعايا [...]».
بينما اختار أوسركاف قرية سقارة لبناء مجمع الهرم الخاص به، واصل المسؤولون في ذلك الوقت، بمن فيهم الوزير «هيتي»، بناء مقابرهم في مقبرة الجيزة.

### الأنشطة التجارية والعسكرية

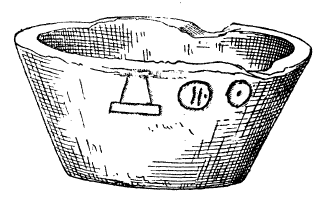
إناء حجري عثر عليه في كيثيرا يحمل اسم معبد الشمس الذي بناه أوسركاف

ربما شهد عهد أوسركاف ولادة التجارة المباشرة بين مصر وجيرانها في بحر إيجة كما يتضح من سلسلة من النقوش التي عُثر عليها في معبده الجنائزي التي تمثل السفن المنخرطة في ما قد يكون رحلة بحرية. عُثر على المزيد من الأدلة على مثل هذه النشاطات التجارية منها إناء حجري يحمل اسم معبد الشمس الخاص به والذي اكتُشف في جزيرة كيثيرا اليونانية. يعتبر هذا الإناء أقدم دليل على وجود النشاطات التجارية بين مصر ودول بحر إيجه. تُظهر الاكتشافات في الأناضول، التي يرجع تاريخها إلى عهد الملك منكاو حور كايو والملك جد كا رع أن هذه النشاطات استمرت طوال فترة حكم الأسرة الخامسة.
في جنوب مصر ، أطلق أوسركاف حملة عسكرية إلى النوبة ، بينما أظهرت سجلات المملكة القديمة أنه تلقى جزية من منطقة غير معروفة إما أنها الصحراء الشرقية أو كنعان وكانت هذه الجزية على شكل قوة عاملة مكونة من زعيم واحد و 70 أجنبيًا ( من المحتمل أنهم نساء) بالإضافة إلى 303 من «المتمردين المسالمين» المقرر لهم العمل في هرم أوسركاف. ربما كان هؤلاء الأشخاص سجناء من حملة عسكرية أخرى في شرق مصر أو من المتمردين المنفيين من مصر قبل العام الثاني لاعتلاء أوسركاف العرش وأصبحوا مستعدين لكي يندمجوا من جديد في المجتمع المصري. وفقًا لعالم المصريات هارتويج ألتنمولير، ربما تمت معاقبة هؤلاء الأشخاص بعد صراعات الأسرة الحاكمة المرتبطة بنهاية الأسرة الرابعة. أيضا تُصور بعض النقوش من معبد أوسركاف الجنائزي قيامه بحملة عسكرية ناجحة ضد البدو الآسيويين ، الذين يظهرون في النقوش وكأن أوسركاف كان يضربهم ، أظهرت النقوش أيضاً ما يمكن أن يكون حملة عسكرية بحرية.

### التماثيل
اكتشفت عدة تماثيل متفرقة لأوسركاف من بينها تمثال نصفي للإلهة نيث له ملامح تشبه ملامح أوسركاف  وشكله عُثر عليه في معبده الشمسي في أبو صير وهو موجود اليوم في المتحف المصري. يبلغ ارتفاع التمثال 45 سم (18 بوصة) وقد نُحت من الحجر الرمادي. يعتبر هذا التمثال ذو أهمية خاصة لأنه من بين المنحوتات القليلة جدًا من عصرالمملكة القديمة التي تُظهر أوسركاف وهو يرتدي التاج الأحمر الذي يرمز إلى مصر السفلى. اكتشف التمثال في عام 1957 أثناء رحلة تنقيب مشتركة بين المعاهد الألمانية والسويسرية في القاهرة. هناك تمثال رأس آخر يُعتقد أنه يعود أيضاً لأوسركاف يظهر فيه وهو يرتدي التاج الأبيض الذي يرمز إلى صعيد مصر وقد صُنع من الحجر الجيري الملون وهو محفوظ اليوم في متحف كليفلاند للفنون.
في عام 1928  عُثر العالم البريطاني سيسيل مالابي فيرث في فناء معبد يقع في المعبد الجنائزي في سقارة على رأس تمثال ضخم لأوسركاف وهو موجود اليوم في المتحف المصري. نُحت هذا الرأس الضخم من جرانيت أسوان الوردي ويظهر فيه أوسركاف وهو يرتدي غطاء الرأس الفرعوني مع صورة لأفعى الكوبرا على جبهته ، وهو أكبر تمثال رأس باقٍ يرجع تاريخه إلى المملكة القديمة والتمثال الملكي الضخم والوحيد من هذه الفترة بخلاف تمثال أبو الهول بالجيزة. العديد من قطع تماثيل أوسركاف صُنعت من الديوريت والأردواز والجرانيت ولكن لم يتم العثور على أي تمثال من الحجر الجيري في نفس الموقع. يَظهر على بعض القطع خرطوش أوسركاف واسم حورس.
كما يلاحظ السمات الشبابية لأوسركاف في معظم تماثيله، إذ يعتقد بعض العلماء أنه هذه مؤشرات جيدة على عمره، فقد يكون قد اعتلى العرش كمراهق ومات في أوائل العشرينات من عمره.

## معبد الشمس

### الأهمية

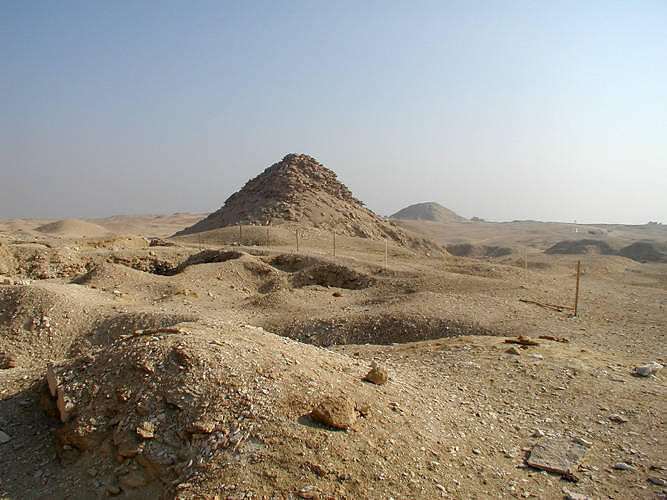
هرم أوسركاف في سقارة

يعتبر أوسركاف أول فرعون بنى معبدًا مخصصًا لإله الشمس رع في مقبرة ممفيت شمال أبو صير، على نتوء يقع على أطراف الصحراء جنوب منطقة أبو غراب الحديثة. قد تكون الأعمال قد بدأت خلال السنة الخامسة أو السادسة من حكم أوسركاف. كانت السابقة الوحيدة المعقولة لمعبد الشمس في أوسركاف هو المعبد المرتبط بأبو الهول بالجيزة، والذي ربما كان مخصصًا لرع وبالتالي وربما يكون قد استخدم لأغراض مماثلة. على أي حال، اتبع خلفاء أوسركاف خلال الثمانين عامًا التالية ما بدأه فقد بُنيت معابد الشمس من قبل جميع الفراعنة اللاحقين من الأسرة الخامسة حتى منكاو حور كاي ، باستثناء محتمل لشبسس كارع  الذي ربما كان عهده أقصر من أن يبني واحدا. لم يعرف سبب اختيار أوسركاف لأبو صير كموقع لمعبد الشمس الخاص به حيث لم يكن للموقع أهمية خاصة حتى في تلك الفترة. قد يكون اختيار أوسركاف قد أثر على ملوك الأسرة الخامسة اللاحقين الذين جعلوا أبو صير مقبرة ملكية حتى عهد منكاو حور كاي.
يرى عالم المصريات هانز جويديك إن قرار أوسركاف ببناء معبد لغروب الشمس منفصل عن معبده الجنائزي هو مظهر من مظاهر التوترات الاجتماعية والسياسية واستجابة لها التي على الأرجح ظهرت في نهاية الأسرة الرابعة. سمح بناء معبد الشمس بالتمييز بين الحياة الآخرة الشخصية للملك والمسائل الدينية المتعلقة بغروب الشمس، والتي كانت متشابكة بشكل وثيق في مجمعات أهرامات الجيزة وفي فراعنة الأسرة الرابعة. وهكذا، فإن هرم أوسركاف أصبح معزولا في سقارة ولم يكن حتى محاطًا بمقبرة أوسع لدفن معاصريه، بينما يخدم معبد الشمس الحاجة الاجتماعية لعبادة الشمس والتي على الرغم من أن الملك يمثلها فهو لن يجسدها حصريًا. يرى بعض العلماء أن بناء معابد الشمس يمثل تحولًا من العبادة الملكية، التي كانت سائدة جدًا خلال أوائل الأسرة الرابعة، إلى عبادة إله الشمس رع. كانت نتيجة هذه التغييرات أن الملك أصبح يُنظر إليه نظرة تبجيل ووقار باعتباره ابن الإله رع.

### التسمية
أطلق المصريون القدماء على معبد الشمس لأوسركاف اسم نخن رع، والذي تُرجم بمعاني مختلفة كـ «قلعة رع» و «معقل رع» و «سكن رع» و «مخازن رع» و «مسقط رأس رع». ووفقًا للعديد من علماء المصريات فإن اسم المعبد قد يشير إلى مدينة نخن المعروفة أيضًا باسم هيراكونبوليس. كانت هيراكونبوليس معقلًا ومقرًا لسلطة ملوك ما قبل الأسرات المتأخرين الذين وحدوا مصر. اقترح العلماء أيضا أن أوسركاف ربما اختار هذا الاسم للتأكيد على الطبيعة المنتصرة والموحدة لعبادة رع أو على الأقل لإظهار بعض المعاني الرمزية فيما يتعلق بالمَلَكية. كانت نخن أيضًا اسمًا لمؤسسة مسؤولة عن توفير الموارد والثروات للملك الحي  بالإضافة إلى طائفته الجنائزية بعد وفاته. نتيجة لذلك، قد يكون المعنى الحقيقي لـ نخن رع أقرب إلى «هيراكونبوليس رع».

### الوظيفة
ظهر المعبد الشمسي لأوسركاف لأول مرة في قائمة الأهرامات لكارل ريتشارد ليبسيوس في منتصف القرن التاسع عشر وكان يحمل الرقم سبعة عشر. تم التعرف على تصميمه الحقيقي من قبل العالم لودفيج بورشاردت في أوائل القرن العشرين، بينما بدأت عمليات التنقيب الدقيقة عام 1954 واستمرت حتى عام 1957 وقام بها فريق من العلماء يضم «هانز ستوك» و«فيرنر كايزر» و«بيتر كابلوني» و«ولفجانج هيلك» و«هربرت ريك». وفقًا للسجلات الملكية، بدأ بناء المعبد في العام الخامس لاعتلاء أوسركاف العرش الذي قام في تلك المناسبة بالتبرع بـ 24 قطعة ارض ملكية لصيانة المعبد.

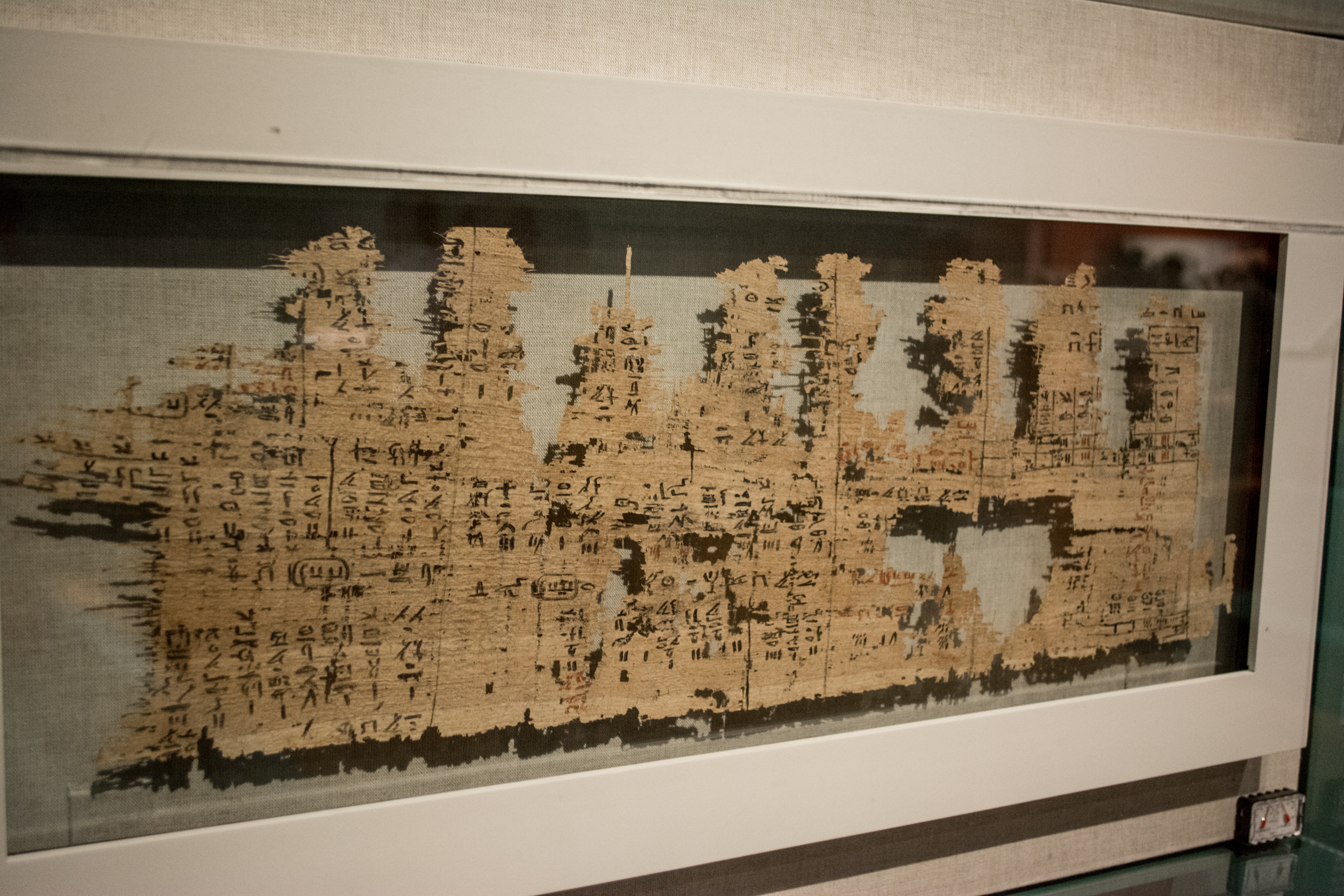
تشير بردية أبو صير إلى وجود علاقة بين العبادات التي كانت تقام في معبد الشمس والمعبد الجنائزي وكانت مرتبطة ارتباطًا وثيقًا.

يغطي معبد الشمس الذي بناه أوسركاف مساحة 44 م × 83 م (144 قدمًا × 272 قدمًا) وقد بُني نحو الغرب. كان في الأساس مكانًا لعبادة الإله رع الجنائزية وكان من المفترض أن يرتبط بالعبادة الجنائزية للملك. من الناحية الهيكلية، كان معبد الشمس والمعبد الجنائزي للملك متشابهين جدًا ، حيث كانا يشتملان على معبد وادي قريب من نهر النيل وممر يؤدي إلى معبد آخر يقع على ارتفاع أعلى على هضبة صحراوية. من الناحية المعمارية فقد كان لهما تصميم مختلف، على سبيل المثال معبد الوادي الخاص بمعبد الشمس لا يتجه نحو أي من الاتجاهات الأربعة الرئيسية (الشرق، الغرب، الشمال، الجنوب) بل يتجه بشكل غامض إلى مدينة هليوبوليس ، والجسر الخاص به (يسمى طريق الموكب) لم يبنى بشكل محاذي لمحور المعبد المرتفع . تشير برديات أبو صير وهي مجموعة من الوثائق الإدارية التي تعود إلى فترة لاحقة من عصر الأسرة الخامسة، إلى أن الأنشطة الدينية التي كانت تجري في معابد الشمس والمعابد الجنائزية مرتبطة ببعضها البعض. في الواقع، كان الغرض من معابد الشمس التي بُنيت خلال هذه الفترة أن تظهر عظمة الإله رع وهو نفس الهدف الذي من أجله بنيت الأهرامات للملك . كانت هناك معابد جنائزية لإله الشمس، حيث كان يُعتثد أنه بإمكانه القيام بتجديد شبابه وهو أمر ضروري بالنسبة له للحفاظ على حكمه للعالم. وبالتالي، كانت الطقوس التي يتم أداؤها في المعبد معنية في المقام الأول بوظيفة رع كخالق بالإضافة إلى دوره كأب للملك. خلال حياته، كان الملك يعين أقرب مسؤوليه لإدارة المعبد، مما يسمح لهم بالاستفادة من موارد المعبد المالية وبالتالي يضمن ولائهم. بعد وفاة الفرعون، أصبح دخل معبد الشمس مرتبطا بالمجمع الهرمي، وكلاهما كان يدعم العبادة الجنائزية للملك.
لم تتوقف أعمال البناء في معبد نخن رع حتى بعد وفاة أوسركاف واستمرت على أربع مراحل للبناء على الأقل، قد تكون المرحلة الأولى منها حدثت في عهد ساحو رع ، ثم تحت قيادة خلفائه نفر إر كارع كاكاي وني أوسر رع. بنهاية حكم أوسركاف، لم يكن معبد الشمس يحتوي على المسلة الجرانيتية الكبيرة على قاعدة كما كان من المفترض. وبدلاً من ذلك، يبدو أن المعبد الرئيسي كان يتألف من سور مستطيل الشكل مع سارية عالية مثبتة على تل في وسطه ربما ترمز لصقر إله الشمس. إلى الشرق من هذه التلة كان يوجد مذبح من الطوب الطيني مع أضرحة وتماثيل على كلا الجانبين. وفقًا للسجلات الملكية، منذ سنته السادسة على العرش أمر أوسركاف بتقديم ثورين واثنين من الأوز للتضحية يوميًا في معبد نخن رع. يبدو أن هذه الحيوانات قد ذُبحت في المعبد العالي أو حوله، حيث كان الممر عريضًا بدرجة كافية لقيادة الثيران الحية عليه. بالإضافة إلى هذه التضحيات، منح أوسركاف معبد الشمس الخاص به أراضي زراعية شاسعة تبلغ مساحتها 34655 فدانًا (14024 هكتارًا)  من الأرض، والتي وصفها العالم كلاوس باير بأنها «هدية هائلة لا مثيل لها للمملكة القديمة». يرى العالم أرييل كوزلوف هذه القرارات على أنها مظهر من مظاهر صغر سن أوسركاف وقوة كهنوت رع وليس نتيجة إخلاصه الشخصي لإله الشمس.

## المجمع الهرمي

### هرم أوسركاف

#### الموقع

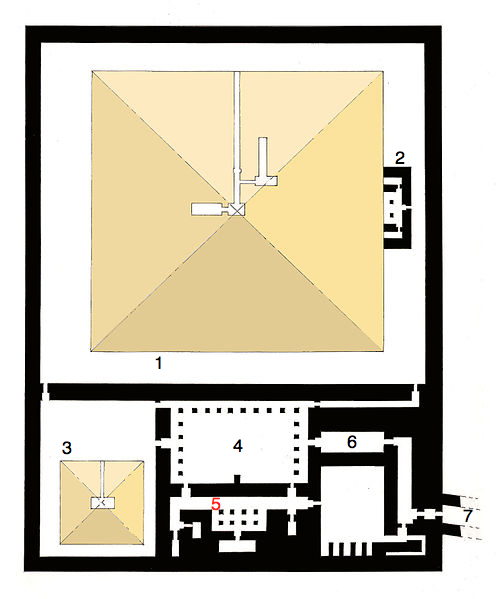
مجمع أوسركاف الجنائزي: 1) الهرم الرئيسي، 2) قاعة الطقوس، 3) المعبد الهرم، المعبد الجنائزي ويضم: 4) الفناء، 5) المصلى، 6) ممرات المدخل، 7) الجسر

على عكس معظم الفراعنة في الأسرة الرابعة، بنى أوسركاف هرمًا متواضعًا في شمال سقارة على الحافة الشمالية الشرقية من الجدار المحيط بمجمع أهرامات زوسر. قد يكون هذا القرار (الذي ربما يكون سياسيًا)  له علاقة بعودة مدينة ممفيس كمركز للحكومة ، حيث كان غرب المدينة يعتبر مقبرة لها ، فضلاً عن رغبة أوسركاف في الحكم وفقًا للمبادئ والأساليب نفسها التي اتبعها زوسر. على وجه الخصوص فإن معبد أوسركاف الجنائزي ليس محاطًا بمقبرة لأتباعه تماما مثل معبد زوسر الجنائزي وعكس المجمعات الهرمية في الجيزة. يقول العالم هانز جويديك أن الدور الديني الأوسع الذي لعبته أهرامات الأسرة الرابعة أصبح يلعبه الآن معبد الشمس بينما أصبح معبد الملك الجنائزي يخدم فقط الاحتياجات الجنائزية الشخصية للملك. ومن ثم، فإن اختيار أوسركاف لسقارة هو تعبير عن مظاهر العودة إلى مفهوم «التناغم والإيثار» للملك الذي بدا أن زوسر كان يرمز إليه، مقابل تلك التي يمثلها خوفو الذي جسد إله الشمس بشكل شخصي تقريبًا.

#### العمارة
سُمي مجمع هرم أوسركاف باسم (واب-إيسوت) الذي يعني «أماكن أوسركاف الطاهرة» أو «هرم أوسركاف أقدس الأماكن». كان ارتفاع الهرم في الأصل يبلغ 49 مترًا (161 قدمًا) ويبلغ عرض القاعدة 73.3 مترًا (240 قدمًا). ومن حيث الحجم فإن هذا الهرم يعتبر ثاني أصغر هرم بعد هرم أوناس تم الانتهاء من بناءه خلال عصر الأسرة الخامسة. إن هذا الحجم الصغير للهرم مقارنة بأهرامات الأسرة الرابعة السابقة ربما يشير إلى توجيه الموارد الروحية والمالية لبناء معابد الإله رع بدلا من استخدامها في بناء الأهرامات الضخمة لدفن الملك. بُني الهرم وفقًا للتقنيات التي وُضعت خلال الأسرة الرابعة باستخدام قلب مصنوع من الحجارة بدلاً من استخدام الأنقاض الغير منتظمة في الشكل والحجم كما هو الحال في الأهرامات اللاحقة في الأسرة الخامسة والسادسة . بني مركز الهرم بشكل سيئ للغاية، ومع ذلك، بمجرد أن تم سرقة الغلاف الخارجي المكون من الحجر الجيري الناعم، انهار الهرم إلى كومة من الأنقاض. كانت حجرة الدفن مبطنة بكتل كبيرة من الحجر الجيري، وسقفها مصنوع من عوارض جملونية من الحجر الجيري.

### المعبد الجنائزي

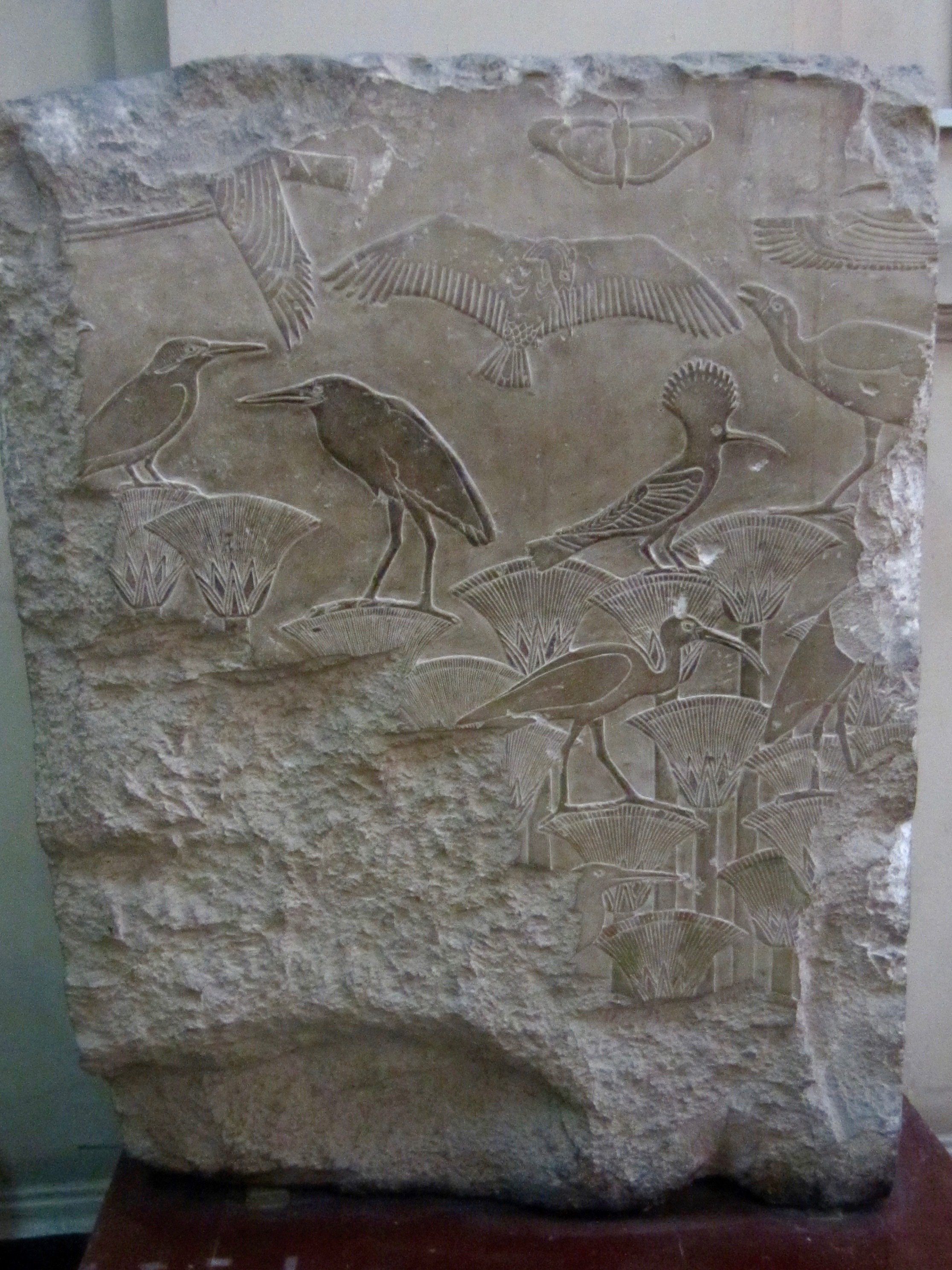
نقش من معبد أوسركاف الجنائزي ، كان ملونة في الأصل

يعتبر المعبد الجنائزي لهرم أوسركاف غريبًا في تصميمه بعض الشيء فهو يقع على الجانب الجنوبي للهرم بدلاً من الجانب الشرقي المعتاد. كان سبب بناءه بهذا الشكل بلا شك بسبب وجود الخندق الكبير المحيط بالمجمع الهرمي لهرم زوسر والممتد باتجاه الشرق، أو بسبب التضاريس العامة لسقارة ووجود المقابر الأقدم في المنطقة المجاورة .على أي حال، قد يعني هذا أن أوسركاف اختار أن يُدفن بالقرب من زوسر وهو ما يعني أن أوسركاف لا يمكنه استغلال كافة مساحة معبده. يعتقد العالم الألماني راينر ستاديلمان أن سبب اختيار الموقع وتخطيط الهرم كان عمليًا ويرجع ذلك إلى وجود المركز الإداري للمقبرة في الركن الشمالي الشرقي من مجمع زوسر. بدلاً من ذلك، ذكر العالم فيرنر أن أوسركاف اراد أن يستفيد من الأهمية الدينية لمجمع زوسر ببناءه معبده الجنائزي قريبا منه.
قد يكون قرار أوسركاف تحديد موقع المعبد على الجانب الجنوبي من الهرم مدفوعًا بأسباب دينية تمامًا، حيث اقترح عالما المصريات هربرت ريك وريتشارد ويلكنسون أنه بهذا التصميم سيضمن تعرض المعبد للشمس على مدار العام، بينما أقترح العالم الألماني هارتويغ ألتنمولر أن المعبد الجنائزي قد بُني بشكل محاذي لمسلة يمكن أن تكون وُجدت سابقا في مكان قريب.
زُيِّنت جدران المعبد الجنائزي على نطاق واسع بنقوش بارزة ذات جودة استثنائية . عُثر على بقايا قليلة من الأصباغ على بعض النقوش مما يدل على أنها كانت ملونة في الأصل. يمثل معبد هرم أوسركاف ابتكارًا مهمًا في هذا الصدد؛ فقد كان أول فرعون يظهر مشاهد الطبيعة في معبده الجنائزي، بما في ذلك مشاهد الصيد في الأهوار التي أصبحت شائعة فيما بعد. النقوش مفصلة للغاية وهناك نقش واحد يُظهر ما لا يقل عن سبعة أنواع مختلفة من الطيور وفراشة. كانت مشاهد الصيد ترمز إلى انتصار أوسركاف على قوى الفوضى، وبالتالي ربما تكون قد أوضحت دور أوسركاف باعتباره إري ماعت، أي «الشخص الذي يؤمن بماعت»، وهو أحد ألقاب أوسركاف.
استطاع الباحثون الوصول إلى المعبد الجنائزي لأوسركاف من نهر النيل عبورًا إلى معبد وادي متصل بالمعبد الجنائزي مع جسر (يسمى طريق الموكب). معبد الوادي هذا لا يزال حتى اليوم في طور الاكتشاف والتنقيب .

## المجمع الهرمي لنفر حتبس

### الهرم
على بعد حوالي 10 أمتار (33 قدمًا) إلى الجنوب من المعبد الجنائزي لأوسركاف، يقع مجمع هرمي منفصل بُني على الأرجح لإحدى ملكاته. هذا الهرم المبني على المحور شرق-غرب شبه مدمر اليوم ولم يتبق منه سوى كومة صغيرة من الأنقاض . لا يعرف بالضبط لمن يعود هذا الهرم إلا أن العديد من علماء المصريات يعتقدون أنه لنفر حتبس والدة ساحو رع أو قرينة أوسركاف.
كان ارتفاع الهرم في الأصل حوالي 17 مترًا (56 قدمًا) مع درجة ميلان تساوي 52 درجة على غرار هرم أوسركاف، ويبلغ طول قاعدته 26.25 مترًا (86.1 قدمًا). بُني قلب الهرم الرئيسي ومكان العبادة بنفس التقنية، يتكون من ثلاث طبقات أفقية من صخور الحجر الجيري المحلية المحفورة وملاط الجبس. كان قلب الهرم مغطى بغلاف خارجي من الحجر الجيري الناعم وقد زال اليوم. استُخدم الهرم على نطاق واسع كمقلع للحجارة حتى أن غرفه الداخلية مكشوفة. هذه الغرف هي نسخة مصغرة من تلك الموجودة في هرم أوسركاف الرئيسي، ولكنها لا تحتوي على غرف تخزين.

### المعبد الجنائزي

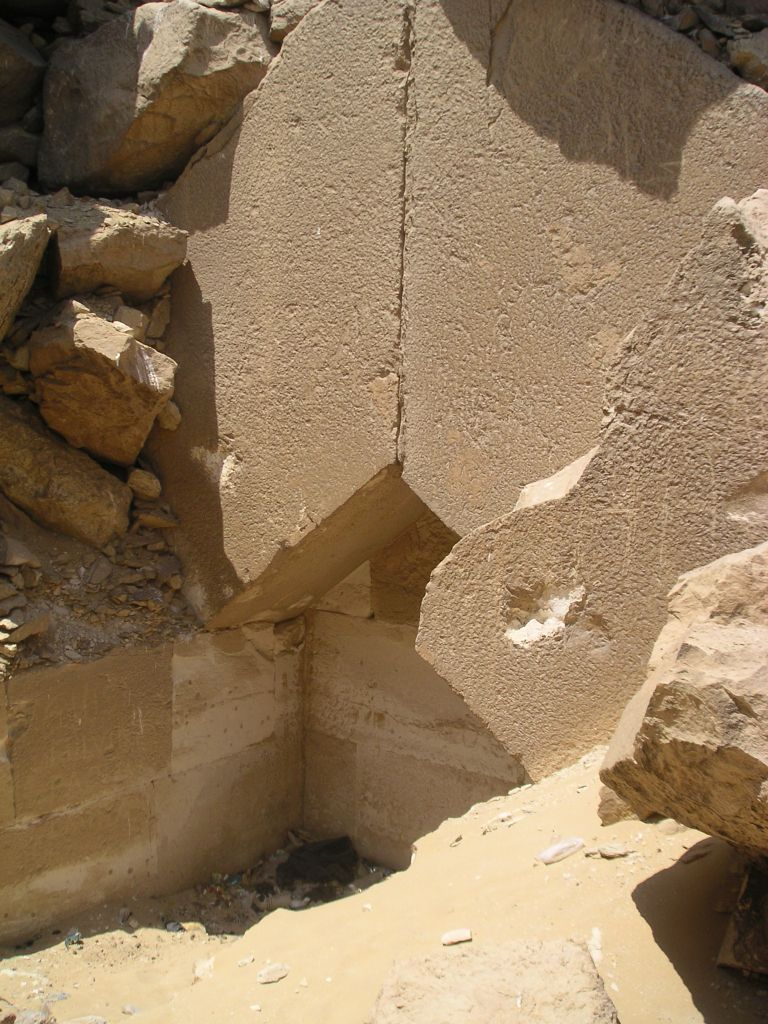
الغرفة الجنائزية لهرم الملكة

كان لمجمع هرم الملكة معبد جنائزي منفصل يقع على الجانب الشرقي من الهرم. يؤدي مدخل المعبد إلى فناء مفتوح ذو أعمدة يمتد من الشرق إلى الغرب حيث يتم فيه تجهيز وإعداد القرابين . هناك كنيسة قرابين مجاورة لجانب الهرم وثلاثة محاريب وتماثيل وعدد قليل من غرف المستودعات لتخزين القرابين. زُينت قاعات المعبد بنقوش تظهر مواكب حيوانية وحملة القرابين وههم متجهين نحو ضريح الملكة.

## الإرث

### العبادة الجنائزية

#### المملكة القديمة
تلقى أوسركاف عبادة جنائزية بعد وفاته مثل غيره من فراعنة الأسرة الرابعة والخامسة . كانت هذه العبادة برعاية الدولة وتعتمد على تقديم القرابين التي يتم إنتاجها في مناطق زراعية مخصصة أُنشأت خلال حياته، بالإضافة إلى موارد أخرى مثل الأقمشة التي تم جلبها من «بيت الفضة» (الخزانة).
ازدهرت هذه العبادة في أوائل عصر الأسرة الخامسة حتى منتصفها، كما يتضح من مقابر وأختام الكهنة والمسؤولين المشاركين فيها مثل (نيكور) الذي خدم في عبادة أوسركاف ونفر ف رع ؛ و (نيكانخ وخنوم حتب) اللذان خدما في المجمع الهرمي لأوسركاف ؛ و (بتاح حتب) وهو كاهن معبد نخن رع وخدم في المعبد الجنائزي لأوسركاف ؛ و (تيبمانخ، نينخفتكا، سينوانخ)  الذين خدموا في عبادة أوسركاف وساحو رع ؛ و (بهينوكاي)  الذي كان وزيراً في عهد ساحو رع ونفر إر كارع كاكاي ؛ وأخيرا (نيكوهور) الذي كان قاضياً ومفتش للكُتَّاب ومستشار خاص وكاهن الطوائف الجنائزية لأوسركاف ونفر ف رع.

#### المملكة الوسطى
تم التخلي عن عبادة أوسركاف بشكل رسمي على المدى الطويل في نهاية عصر الأسرة الخامسة. وبالمقارنة، فإن العبادة الجنائزية الرسمية لواحد على الأقل من خلفاء أوسركاف وهو الملك (ني أوسر رع) ربما استمرت حتى عصر الدولة الوسطى. بحلول عصر الأسرة الثانية عشر كان المعبد الجنائزي الخاص بأوسركاف على الأرجح في حالة خراب أو تم تفكيكه، حيث عُثرعلى لوحات حجرية تظهر أوسركاف وهو يؤدي طقوسًا دينية وقد أعيد استخدامها كمواد بناء في هرم أمنمحات الأول. لم يكن أوسركاف هو الملك الوحيد الذي لاقى معبده الجنائزي هذا المصير فقد تعرض معبد ني أوسر رع للتخريب أيضا على الرغم من أن الكهنة كانوا يخدمون فيه في ذلك الوقت . تشير هذه الحقائق إلى زوال الاهتمام الملكي بالعبادات الجنائزية التي كانت ترعاها الدولة لحكام المملكة القديمة.

#### فترات لاحقة

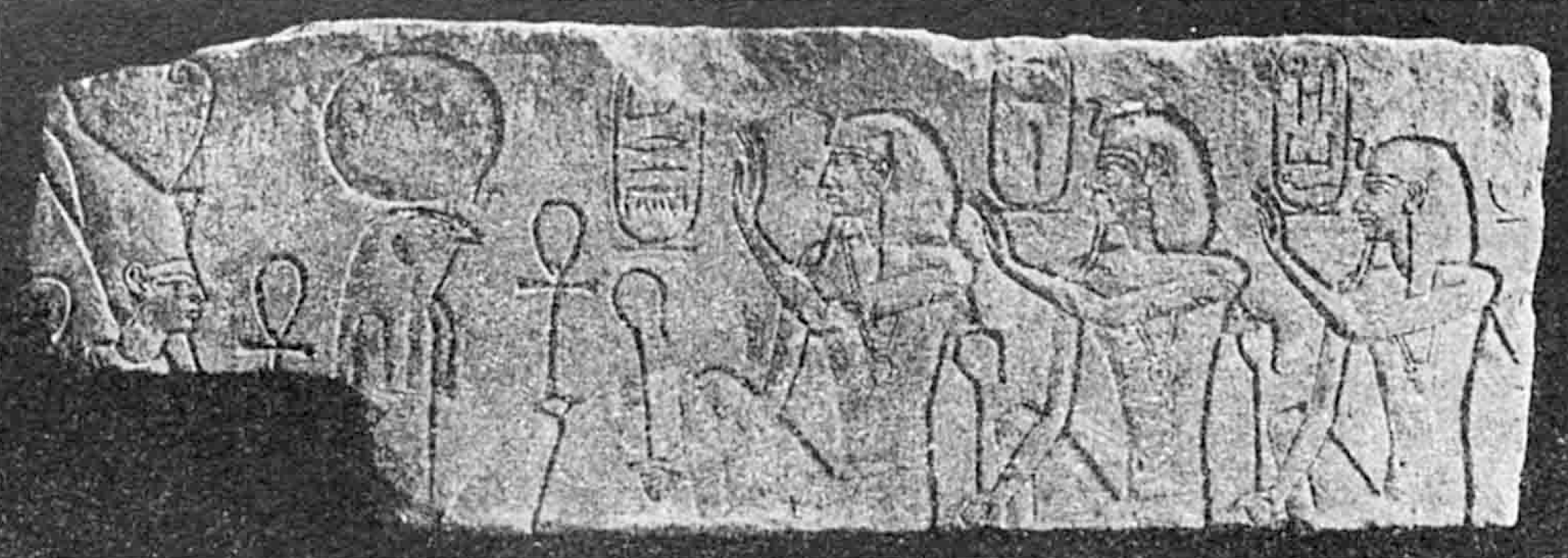
نقش من مقبرة سقارة يعود تاريخها إلى فترة الرعامسة تظهر (من اليسار إلى اليمين) زوسر، تتي ، وأوسركاف

عثر في مقبرة سقارة على نقش على قبر الكاهن ميهو الذي عاش خلال فترة الرعامسة (1292-1189 قبل الميلاد) يظهر فيه أوسركاف. في وقت مبكر من هذه الفترة وفي عهد رمسيس الثاني أمر الابن الرابع لرمسيس خعمواس (حوالي 1280-1225 قبل الميلاد) بالقيام بأعمال ترميم لهرم أوسركاف وكذلك لأهرامات أخرى تعود لعصر الأسرة الخامسة. عُثر على نقوش على الكسوة الحجرية لهرم اوسركاف تُظهر خعمواس مع حاملي القرابين وهو ما اعتُبر دليلا على ترميم هرم أوسركاف.
نسخت النقوش من معبد أوسركاف الجنائزي خلال الأسرة السادسة والعشرين في العصر المتأخر. كما عثر على نقش يظهر أوسركاف وهو يرتدي تاج دائري مزود بأشرطة مزخرفة وصل فرعوني مع ما يشبه قرون تاج الأتف وهو الفن الذي اختفى لاحقا من الفنون المصرية منذ زمن أوسركاف.

### في الثقافة المعاصرة
نشر نجيب محفوظ الحائز على جائزة نوبل في الأدب، قصة قصيرة عن أوسركاف عام 1945 بعنوان «عفو الملك أوسركاف، أقصوصة مصرية». قام الكاتب والمترجم الأمريكي ريموند ستوك بترجمة هذه القصة القصيرة بعنوان «مغفرة الملك أوسركاف». أما المجموعة القصصية التي نشرها نجيب محفوظ وكانت بعنوان «صوت من العالم الآخر» فقد تُرجم عنوانها إلى «أصوات من العالم الآخر: حكايات مصرية قديمة».